# Diözese Guinea
Die Diözese Guinea (englisch: Diocese of Guinea) ist eine der 17 Diözesen der Church of the Province of West Africa, der anglikanischen Kirchenprovinz in Westafrika.
Das Gebiet der Diözese umfasst den Staat Guinea, dessen Amtssprache Französisch ist. In Guinea bekennen sich rund acht Prozent zum Christentum, die etwa zur Hälfte der römisch-katholischen Kirche und zu je zehn Prozent den Anglikanern und der evangelischen Kirche EPEG angehören.
Die Diözese Guinea hat 2020 insgesamt 8 Pfarreien und mehrere Außenstationen, die meisten befinden sich im Großraum Conakry.

## Geschichte
1806 kam der anglikanische Reverend Leopold Butcher mit 25 Personen der Church Missionary Society an den Rio Pongo, wo er in den Dörfern und Handelsplätzen Dominghia, Farrenghia, Fallanghia, Tintima und in Boffa zu evangelisieren begann. 16 Missionare starben in den ersten Jahren, vor allem an Gelbfieber, und wegen Feindseligkeit der Dorfältesten zogen sich die restlichen zehn Personen wieder nach Sierra Leone zurück.
Ab 1855 wirkten anglikanische Missionare der Société pour la Propagation de l'Evangile (SPL) auf den Inseln Îles de Los vor Conakry. Sie errichteten 1870 im Ort Fotoba auf der Insel Tamara eine anglikanische Kirche mit Namen St. John. 1997 konnte auf Kassa die Kirche St. Peter erbaut werden.
Nach fünf Jahren Vorbereitung verließen der 60-jährige Reverend Humble James Leacock und der junge Katechet John Duport im Juli 1855 Barbados in Richtung Großbritannien und kamen am 14. November in Freetown, Sierra Leone, an. Danach ging es etwa 200 Kilometer weiter nordwestwärts nach Tintima am Rio Pongo, das sie am 1. Dezember 1855 erreichten.
Bis 1873 konnten Duport und seine Mitstreiter – Humble James Leacock erkrankte bald und starb 1856 – in Zusammenarbeit mit Einheimischen eine wachsende Missionsarbeit aufbauen. Ab 1873 kamen zusätzlich Assistenten aus Sierra Leone hierher, was aber zu Spannungen mit den einheimischen Führern führte. Die Anzahl der Personen, die den christlichen Glauben annahmen, nahm zwar zu, was aber die traditionellen Religionen und die soziale Ordnung bedrohte. Das führte dann auch zur Absetzung des ersten schwarzen Missionsleiters Henry A. Duport, dem illegaler Handel und unerlaubte sexuelle Kontakte vorgeworfen wurden. Es gelang nicht, längerfristig eine eigenständige und wachsende Kirche zu etablieren. Die Kolonialmacht Frankreich setzte zudem ab 1890 durch, dass die Missionsschulen in französischer Sprache unterrichten mussten, und katholische Missionare führten dies dann auch aus. Die Gründung der Diözese Gambia und Guinea 1935 konnte diese Entwicklung nicht mehr aufhalten und rückgängig machen. Die Diözese wurde 1940 in Diözese Gambia und Rio Pongas (heute Diözese Gambia) umbenannt und am 1. August 1985 wurde die Diözese Guinea abgespalten.

## Anglikanische Kirchen in Guinea

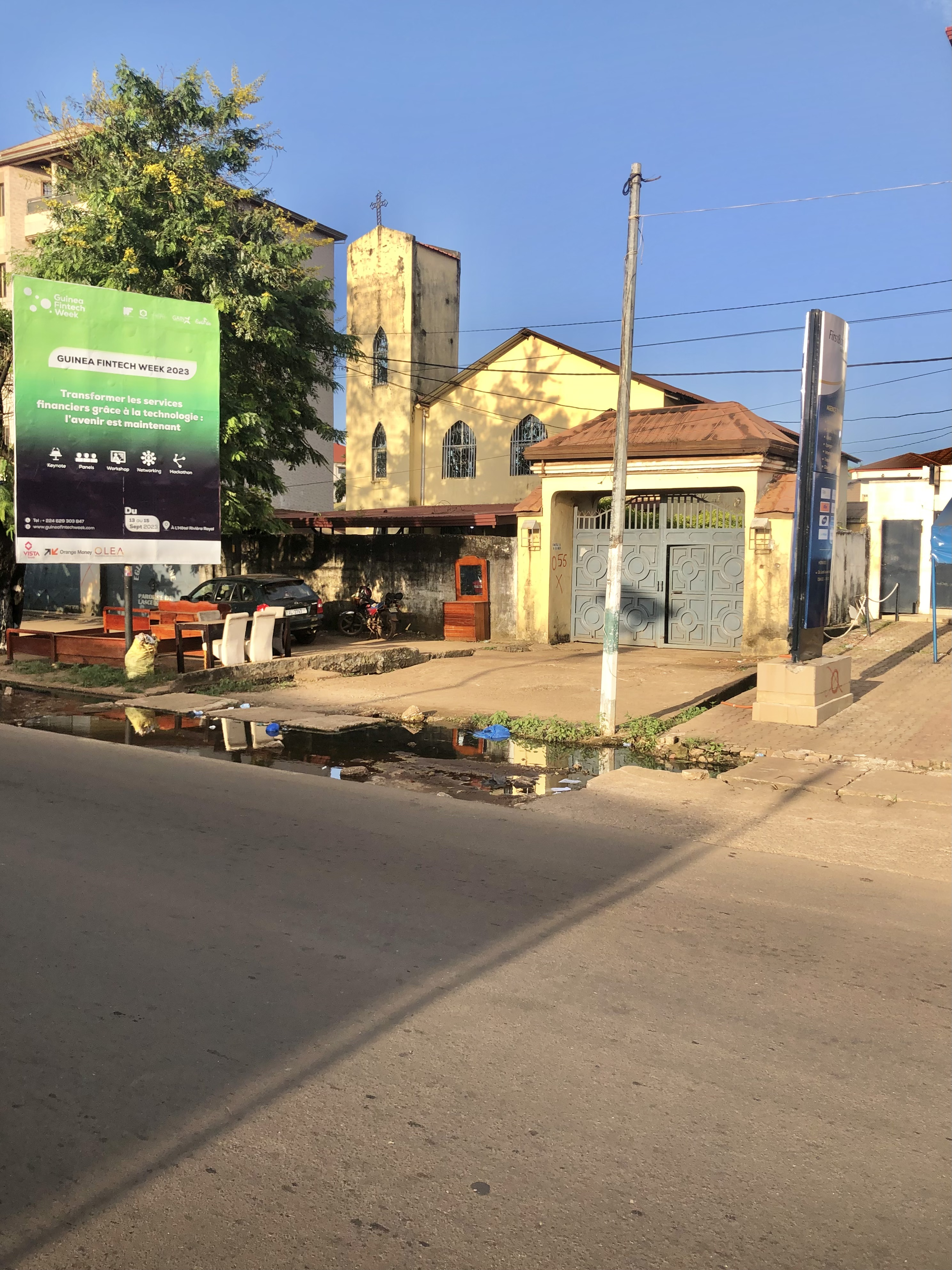
Anglikanische Kirche Taouyah Ratoma

- St. Jakobus von Fallanghia, erbaut 1855.
- Christuskirche von Dominghi, erbaut 1861.
- St. Johannes von Fotoba, erbaut 1870.
- Kathedrale Allerheiligen von Conakry, erbaut 1900 im Zentrum von Kaloum.
- Heilige Dreifaltigkeit von Coleah, erbaut 1997 an der Corniche Sud.
- St. Peter von Kassa, erbaut 1997.
- Heiliger Geist von Kamsar, erbaut 2009.
- Himmelfahrt von Ratoma, erbaut 2011 an der Corniche Nord in Taouyah.

## Bischöfe
- 1985–1986 – Willy Thomas Yaneh Maccauley.
- 1986–2000 – administrativ betreut von George Brown, Erzbischof Westafrikas, Prince Eustace Shokellu Thompson, Bischof von Freetown und Robert Garshong Allotey Okine, Erzbischof Westafrikas.
- 2000–2011 – Albert David Guillaume Gomez.
- 2013–heute – Jacques Boston.